# Гуадикс (комарка)
Гуади́кс (исп. Comarca de Guadix)  — район (комарка) в Испании, входит в провинцию Гранада в составе автономного сообщества Андалусия.

## Муниципалитеты
1. Альбуньян
2. Альдейре
3. Алькифе
4. Беас-де-Гуадикс
5. Беналуа
6. Когольос-де-Гуадикс
7. Кортес-и-Граэна
8. Дарро
9. Дьесма
10. Долар
11. Феррейра (Гранада)
12. Фонелас
13. Гор (Гранада)
14. Горафе
15. Гуадикс
16. Уэлаго
17. Уэнеха
18. Херес-дель-Маркесадо
19. Ла-Калаорра
20. Ла-Песа
21. Лантейра
22. Лугрос
23. Марчаль
24. Поликар
25. Пурульена
26. Валье-дель-Салаби